# Відносини Казахстан — НАТО
НАТО і Казахстан активно співпрацюють в області демократичних, інституційних та військових реформ і розвивають практичну співпрацю у великій кількості інших напрямів. В Індивідуальному плані дій партнерства (ІПДП) викладена загальна програма співпраці між Казахстаном і НАТО. Процес планування та аналізу (ПАРП) допомагає вести співробітництво в областях, пов'язаних з обороною.

## Рамки для співпраці
Діалог ведеться в рамках Ради євроатлантичного партнерства (РЄАП). Спеціальний представник генерального секретаря НАТО на Кавказі і в Центральній Азії посол Роберт Ф. Сіммонс підтримує політичний діалог з керівництвом Казахстану і регулярно відвідує країну.
НАТО і Казахстан розвивають практичну співпрацю в цілому ряді областей за допомогою Індивідуального плану дій партнерства. Казахстан викладає плани і графіки реформ в документі ІПДП, який сторони спільно затверджуюсь на дворічний період.
Казахстан завершив перший цикл ІПДП (2006–2008 роки) і продовжує здійснювати другий цикл. У число основних напрямків ІПДП входять політична і військова реформи, а також реформа сектора безпеки. НАТО погоджується допомагати Казахстану в здійсненні даних реформ, проводячи цілеспрямовані консультації з урахуванням специфіки країни і надаючи конкретне сприяння.
Казахстан також співпрацює з НАТО та іншими країнами-партнерами по широкому спектру інших напрямів в рамках програми Партнерство заради миру та Ради євроатлантичного партнерства.

## Співпраця в оборонній сфері
Зі складу повітряно-десантних сил Казахстан виділив миротворчий батальйон, який може бути розгорнутий для проведення операцій з підтримання миру під проводом НАТО та відповідно до мандату Ради Безпеки ООН. Підрозділи миротворчого батальйону взяли участь спільно з державами НАТО в ряді військових навчань. Один з найважливіших проектів полягає в тому, щоб розширити склад цих сил до бригади. Таким чином, за рахунок ротації Казахстан зможе забезпечити участь контингенту чисельністю до батальйону.
Казахстан разом з Росією, Україною, Узбекистаном і Білоруссю уклали з НАТО угоду, що дозволяє здійснювати залізничні перевезення в Афганістан нелетальних вантажів МССБ. Перевезення першої пробної партії вантажів була успішно здійснена в червні 2010 року, і зараз вантажі перевозяться регулярно.
Казахстан відіграє активну роль, організовуючи на своїй території навчальну підготовку та навчання ПЗМ, а також беручи участь в подібних заходах, що проводяться в інших країнах. За погодженням з державами-членами НАТО Казахстан веде роботу по створенню регіонального навчального центру ПЗМ і продовжує взаємодіяти з країнами НАТО і з регіональними партнерами в сфері методики військової підготовки та навчання іноземним мовам.
Беручи участь в Плані дій партнерства по боротьбі з тероризмом (ПАП-Т), Казахстан вносить свій вклад в цю боротьбу. Це передбачає обмін розвідданими і аналітичними розробками з НАТО, вдосконалення національного потенціалу, необхідного для контртерористичної діяльності, і зміцнення безпеки кордонів.
В 2006, 2007 і в 2009 році Казахстан при взаємодії з країнами НАТО провів на своїй території великі контртерористичні навчання «Степ Ігл» («Степовий орел»). Ці навчання сприяли підвищенню оперативної сумісності ЗС Казахстану і сил Північноатлантичного союзу.

## Реформа сектора оборони і безпеки
Консультуючись з державами-членами НАТО, Казахстан продовжує розробляти концептуальні рамки для реформи сектора безпеки і оборони та просувати основні проекти реформ в Міністерстві оборони. Той факт, що Казахстан прийняв Плану дій партнерства з розбудови оборонних інституцій, став гарною підмогою в цій роботі. Програма допомагає створювати систему ефективного судового нагляду і належні механізми управління для різних органів у сфері оборони і безпеки.
Починаючи з 2002 року, участь Казахстану в Процесі планування та аналізу ПЗМ допомагало розвивати здатність збройних сил взаємодіяти з НАТО. Казахстан прагне до того, щоб підрозділи її збройних сил і країн НАТО були оперативно сумісні. На даний момент упор робиться на аеромобільні сили і ВМС. Триває спільна робота над подальшим розвитком миротворчого батальйону, який діятиме спільно з державами-членами Північноатлантичного союзу.

## Наука та навколишнє середовище
Казахстан отримав гранти на реалізацію близько двадцяти проектів співпраці в сфері науки та екології. Проекти включають: співпрацю в дослідженні радіологічної небезпеки в Центральній Азії, комплексне управління водними ресурсами та розробку нових технологій будівництва сейсмостійких будівель.
Казахстан також бере участь у проекті Віртуальна шовкова магістраль, мета якого — поліпшити доступ до Інтернету для співробітників вищих навчальних закладів та наукових працівників в країнах Кавказу та Центральної Азії за рахунок використання супутникової мережі. На даний момент велика кількість установ в Алмати користуються цією мережею. Ведеться підготовча робота для розширення можливостей підключення в інших містах по всій країні.
У травні 2010 року вчені та інженери з Казахстану, а також інших країн СНД взяли участь у науковій програмі НАТО, призначеної для навчання учасників навичкам захисту кібернетичних мереж. Головна мета навчальної програми — зміцнити кібернетичні мережі науково-освітніх кіл в регіоні СНД.

## Основні віхи
- 1992 Казахстан вступає до Ради північноатлантичного співробітництва, перейменовану в 1997 році в Раду євроатлантичного партнерства.
- 1995 Казахстан офіційно приєднується до програми Партнерство заради миру (ПЗМ).
- 1997 В Казахстані проводиться перше щорічне миротворче навчання «Степ Ігл» («Степовий орел») за участю країн НАТО, спрямоване на підвищення готовності миротворчих підрозділів Казахстану до участі в операціях під керівництвом НАТО.
- 2002 Казахстан підключився до програми Віртуальна шовкова магістраль. Казахстан приєднується до Процесу планування та аналізу ПЗМ.
- 2004 На зустрічі в верхах в Стамбулі лідери країн НАТО приділяють особливу увагу Кавказу та Центральної Азії: призначений спеціальний представник НАТО в регіоні і співробітник по зв'язках з цим.
- 2005 Казахстан передає НАТО презентаційний документ ІПДП.
- 2006 Казахстан і НАТО узгоджують перший ІПДП на період з 2006 по 2008 рік, а також Цілі партнерства на 2006 рік.
- 2007 Візит Президента Казахстану Нурсултана Назарбаєва в штаб-квартиру НАТО. У документі «Оцінка ПАРП за 2007 рік» відображено стан справ з реалізацією Цілей партнерства. Двоє вчених з Казахстану та Великої Британії удостоєні в 2007 році премії за партнерство в науці за чудове співробітництво в проведенні аналізу радіоактивного зараження на полігоні Семипалатинськ (Казахстан), на якому Радянський Союз проводив ядерні випробування. В Університеті імені аль-Фарабі відкрито Інформаційний центр НАТО.
- 2008 Урочисте відкриття депозитарної бібліотеки НАТО в Національній бібліотеці. Міністр оборони Казахстану Даніал Ахметов відвідує з візитом штаб-квартиру НАТО і виступає перед Північноатлантичною радою з доповіддю про результати ІПДП за період з 2006 по 2008 рік.
- 2009 Генеральний секретар НАТО Яап де Хооп Схеффер відвідує з візитом Казахстан. В Астані проводиться форум безпеки Ради євроатлантичного партнерства. Проводяться навчання НАТО з реагування на лихо «Жетису — 2009».
- 2010 Візит до НАТО міністра закордонних справ Казахстану Каната Саудабаєва. Досягнуто домовленості між НАТО і низкою країн, включаючи Казахстан, про транзитні залізничних перевезеннях в Афганістан нелетальних вантажів МССБ.